# Apsandros
Apsandros (griechisch Ἄψανδρος Apsandros) war ein Eupatrides und wurde laut antiker Überlieferung zum sechsten Archon mit zehnjähriger Amtszeit in Athen gewählt. Er war der Nachfolger von Leokrates. Nach Eusebius von Caesarea starb in seinem achten Regierungsjahr der phrygische Herrscher Midas. Seine Amtszeit wird von 704/03 v. Chr. bis 694/93 v. Chr. angesetzt.
Nach ihm wurde Eryxias zum nächsten Archon mit zehnjähriger Amtszeit gewählt.